# Buchenau (Boppard)
Buchenau ist ein Ortsteil der Stadt Boppard im Rhein-Hunsrück-Kreis in Rheinland-Pfalz.
Der Ort gehört zum Ortsbezirk Boppard und liegt südöstlich der Kernstadt Boppard an der Landesstraße L 212. Nordwestlich verläuft die L 210, östlich verläuft die B 9 und fließt der Rhein, südlich erstreckt sich das rund 55 ha große Naturschutzgebiet Hintere Dick-Eisenbolz.

## Sehenswürdigkeiten
In der Liste der Kulturdenkmäler in Boppard sind für Buchenau eine Denkmalzone und zwei Einzeldenkmäler aufgeführt:
- Denkmalzone Judenfriedhof Boppard
- Friedhofsarchitektur auf dem Friedhof nördlich der Ortslage an der Kreisstraße K 18
- Die erneuerte Brücke nordwestlich der Ortslage an der L 210 stammt ursprünglich aus dem Jahr 1824.